# Łowicz Wałecki
Łowicz Wałecki est un village de Pologne, situé dans la gmina de Mirosławiec, dans le powiat de Wałcz, dans la voïvodie de Poméranie occidentale.

## Histoire
De 1815 à 1945, Alt Lobitz fait partie de l'arrondissement de Dramburg puis à partir de 1878 de l'arrondissement de Deutsch Krone dans le district de Marienwerder, au sein de la province de Prusse-Occidentale.